# Campionat del Món de Ral·lis Cross-Country 2018
La temporada de 2018 del Campionat del Món de Ral·lis Cross-Country, anomenat oficialment FIM Cross-Country Rallies World Championship, fou la 16a edició d'aquest campionat, organitzat per la FIM. L'australià Toby Price va guanyar el seu primer títol.

## Proves
Font:
|   | Prova       | Dates                       | Guanyador motos               | Guanyador quads              |
| - | ----------- | --------------------------- | ----------------------------- | ---------------------------- |
| 1 | 24-29 març  | Abu Dhabi Desert Challenge  | Pablo Quintanilla (Husqvarna) | Kees Koolen (Barren)         |
| 2 | 17-22 abril | Sealine Cross-Country Rally | Maciej Giemza (KTM)           | Aleksandr Maksimov (Yamaha)  |
| 3 | 11-19 agost | Atacama Rally               | Kevin Benavides (Honda)       | Nicolás Cavigliasso (Yamaha) |
| 4 | 25-31 agost | Desafío Ruta 40             | Paulo Gonçalves (Honda)       | Nicolás Cavigliasso (Yamaha) |
| 5 | 3-9 octubre | Ral·li del Marroc           | Toby Price (KTM)              | Aleksandr Maksimov (Yamaha)  |

## Classificació
Font:

### Motos
| Pos | Pilot              | Moto       | Punts |
| --- | ------------------ | ---------- | ----- |
| 1   | Toby Price         | KTM        | 91    |
| 2   | Pablo Quintanilla  | Husqvarna  | 85    |
| 3   | Matthias Walkner   | KTM        | 75    |
| 4   | Paulo Gonçalves    | Honda      | 71    |
| 5   | Ricky Brabec       | Honda      | 57    |
| 6   | Kevin Benavides    | Honda      | 56    |
| 7   | Maciej Giemza      | KTM        | 46    |
| 8   | Sam Sunderland     | KTM        | 38    |
| 9   | José Cornejo       | Honda      | 34    |
| 10  | Adrien Van Beveren | Yamaha     | 24    |
| 25  | Oriol Mena         | Speedbrain | 7     |
| 49  | Joan Barreda       | Honda      | 3     |

### Quads
| Pos | Pilot                | Moto   | Punts |
| --- | -------------------- | ------ | ----- |
| 1   | Aleksandr Maksimov   | Yamaha | 105   |
| 2   | Rafal Sonik          | Yamaha | 61    |
| 3   | Nicolás Cavigliasso  | Yamaha | 56    |
| 4   | Kees Koolen          | Barren | 51    |
| 5   | Jeremías González    | Yamaha | 26    |
| 6   | Nicolás Robledo      | Can Am | 16    |
| =   | Italo Pedemonte      | Yamaha | 16    |
| 8   | Wilson Ricardo Amaya | Can Am | 14    |
| =   | Alexander Kotesky    | Yamaha | 14    |
| 10  | Pablo Copetti        | Yamaha | 3     |
| =   | Gastón González      | Yamaha | 3     |
| =   | Pawel Otwinowski     | Yamaha | 3     |

### Altres guanyadors
| Categoria    | Guanyador           |
| ------------ | ------------------- |
| Junior       | Maciej Giemza (KTM) |
| Femenina     | -                   |
| Constructors | KTM                 |